# Humphreys Ridge
Humphreys Ridge är en bergstopp i Antarktis. Den ligger i Östantarktis. Australien gör anspråk på området. Toppen på Humphreys Ridge är 1 967 meter över havet.
Terrängen runt Humphreys Ridge är huvudsakligen platt, men åt sydost är den kuperad. Terrängen runt Humphreys Ridge sluttar brant österut.  Trakten är obefolkad. Det finns inga samhällen i närheten. 